# مقاطعة ماكين (بنسلفانيا)
مقاطعة ماكين (بالإنجليزية: McKean County, Pennsylvania)‏ هي إحدى مقاطعات ولاية بنسلفانيا في الولايات المتحدة. بلغ عدد سكانها 43450 نسمة في عام 2010 حسب إحصاء مكتب تعداد الولايات المتحدة.

## أعلام
- كلير ألان براون

## وصلات خارجية
- www.mckeancountypa.org